# Neosebastes entaxis
Neosebastes entaxis is een straalvinnige vissensoort uit de familie van schorpioenvissen (Neosebastidae). De wetenschappelijke naam van de soort is voor het eerst geldig gepubliceerd in 1904 door Jordan & Starks.
N. entaxis komt voor bij Japan en langs de oostkust van Azië en de noordkust van Australië. Het holotype is SU 7367 en het paratype SU 7414. De vis wordt zo'n veertien centimeter lang en heeft twaalf van de voor schorpioenvissen typische stekels op de rug. De kleur is een fel oranje.